# Theodore Nicholas Gill taxonjai

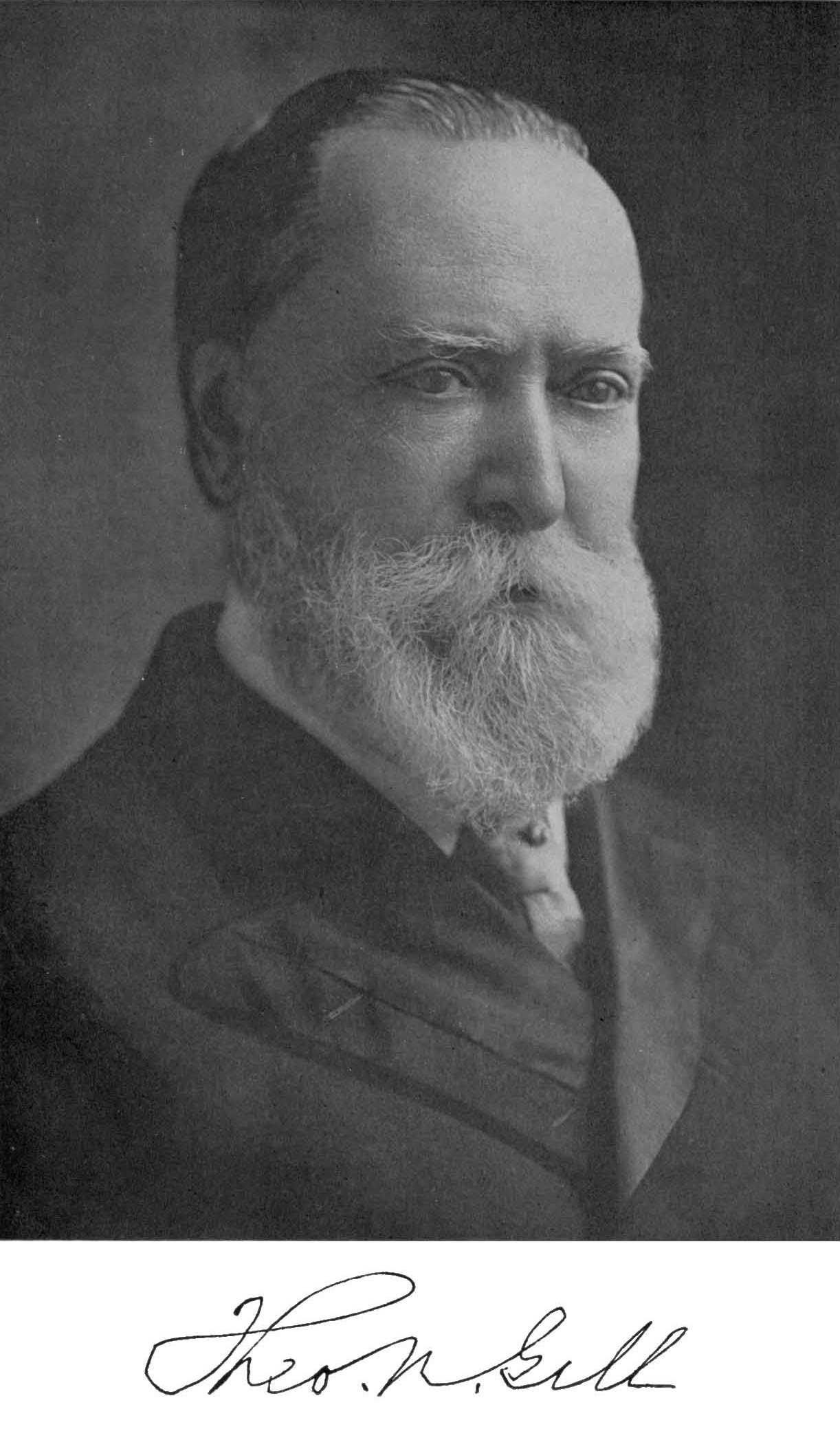
Theodore Nicholas Gill

Ezen a listán azok a taxon nevek szerepelnek, amelyeket Theodore Nicholas Gill (1837 – 1914) alkotott. Azok a taxon nevek, amelyek nincsenek belinkelve, manapság csak szinonimaként használtak (az alábbi lista nem teljes):

## Emlősök

### Erszényesek
- erszényes ragadozók (Dasyuromorphia) Gill, 1872

### Méhlepényesek

#### Tengeritehenek
- manátuszfélék (Trichechidae) Gill, 1872

#### Meridiungulata
- Macraucheniidae Gill, 1872

#### Eulipotyphla
- Gymnurinae Gill, 1872 - szőrös sünök
- újvilági vakondformák (Scalopinae) Gill, 1875
- Scalopes Gill, 1875 - újvilági vakondformák
- csillagos vakondok (Condylurini) Gill, 1875
- amerikai vakondok (Scalopini) Gill, 1875
- Myogalinae Gill, 1875 - pézsmacickányok
- Parascaptor Gill, 1875
- patkányvakondfélék (Solenodontidae) Gill, 1872

#### Párosujjú patások
- törpe ámbráscetfélék (Kogiidae) Gill, 1871
- Kogiinae Gill, 1871
- Callignathus Gill, 1871 - Kogia
- Kogia floweri Gill, 1871 - kis ámbráscet
- Callignathus simus Gill, 1871 - törpe ámbráscet
- csendes-óceáni fehérsávos delfin (Lagenorhynchus obliquidens) (Gill, 1865)
- Phocoena phocoena vomerina Gill, 1865

#### Páratlanujjú patások
- Chalicotheriidae Gill, 1872
- közép-amerikai tapír (Tapirus bairdii) (Gill, 1865)

#### Ragadozók
- Leptonychotes Gill, 1872
- Erignathus Gill, 1866
- Rosmaridae Gill, 1866 - rozmárfélék
- Eumetopias Gill, 1866
- Zalophus Gill, 1866
- Aelurina Gill, 1871 - Prionailurus
- kardfogú macskaformák (Machairodontinae) Gill, 1872

#### Rágcsálók
- Jaculidae Gill, 1872 - ugróegérfélék
- Myoidea Gill, 1872 - Muroidea
- Siphneinae Gill, 1872 - zokorformák
- Ellobiusini Gill, 1872 - pocokformák
- Ellobiinae Gill, 1872 - pocokformák
- Lophiomyidae Gill, 1872 - sörényespatkány-formák
- Lophiomyoidea Gill, 1872 - sörényespatkány-formák

## Halak

### Porcos halak
- Holorhinus Gill, 1862 - Myliobatis
- Myliobatis californica Gill, 1865
- Urotrygon T. N. Gill, 1863
- Urotrygon munda Gill, 1863
- Bathyraja interrupta (Gill & Townsend, 1897)
- Rhina Gill, 1862 (non Bloch & Schneider, 1801) - angyalcápafélék
- Gyropleurodus Gill, 1862 - Heterodontus
- Tropidodus Gill, 1863 - Heterodontus
- Notorhynchus borealis Gill, 1864 - hétkopoltyús tehéncápa
- Aprionodon Gill, 1861 - szirticápák
- Eulamia Gill, 1862
- Platypodon Gill, 1862 - szirticápák
- Aprionodon punctatus Gill, 1861 - Carcharhinus isodon
- Boreogaleus Gill, 1862 - Galeocerdo
- Eusphyra Gill, 1862 - a szárnyas pörölycápa neme
- óriáscápafélék (Cetorhinidae) Gill, 1862
- Isuropsis Gill, 1862 - Isurus
- Isuropsis dekayi Gill, 1862 - röviduszonyú makócápa
- Oxyrhina daekayi Gill, 1861 - heringcápa
- Eugomphodus Gill, 1861: 60 - Carcharias
- Micristodus Gill, 1865 - Rhincodon
- Micristodus punctatus Gill, 1865 - cetcápa

### Izmosúszójú halak
- Ceratodontidae Gill, 1872

### Sugarasúszójú halak

#### Elefánthalak
- Gnathonemus Gill, 1863

#### Pelikánangolna-alakúak
- Gastrostomus bairdii Gill & Ryder, 1883 - pelikánangolna

#### Heringalakúak
- Brevoortia Gill, 1861
- Alausa californica Gill, 1862 - chilei szardínia

#### Pontylazacalakúak
- Bramocharax Gill, 1877 - Astyanax
- Poecilurichthys Gill, 1858 - Astyanax
- Hemigrammus Gill, 1858
- Hemigrammus unilineatus (Gill, 1858)

#### Harcsaalakúak
- Pterygoplichthys Gill, 1858

#### Nagyszájúhal-alakúak
- Malacosteinae Gill, 1893

#### Aulopiformes
- Alepidosaurus borealis Gill, 1862 - Alepisaurus ferox
- Alepidosaurus poeyi Gill, 1863
- Alepidosaurus serra Gill, 1862
- Alepisaurus borealis Gill, 1862
- Plagyodus borealis (Gill, 1862) - Alepisaurus ferox
- gyíkhalfélék (Synodontidae) T. N. Gill, 1862

#### Myctophiformes
- gyöngyöshalfélék (Myctophidae) T. N. Gill, 1893

#### Horgászhalalakúak
- csáposhal-félék (Antennariidae) Gill, 1863
- Antennatus sanguineus (Gill, 1863)
- Antennarius sanguineus Gill, 1863 - Antennatus sanguineus
- Antennatus strigatus (Gill, 1863)
- Antennarius strigatus Gill, 1863 - Antennatus strigatus
- Corynolophus Gill, 1878 - Himantolophus
- Halieutichthys Poey in Gill, 1863

#### Tőkehalalakúak
- Brosmius americanus Gill, 1863 - Brosme brosme

#### Kígyóhalalakúak
- Bassozetus T. N. Gill, 1883
- Hoplobrotula T. N. Gill, 1863
- Lepophidium Gill, 1895
- Otophidium Gill in Jordan, 1885

#### Pikóalakúak
- Phycodurus T. N. Gill, 1896
- Dermatostethus Gill, 1862 - Syngnathus
- Dermatostethus punctipinnis Gill, 1862 - Syngnathus acus

#### Skorpióhal-alakúak
- Clinocottus Gill, 1861
- Potamocottus Gill, 1861 - Cottus
- Cottus carolinae (Gill, 1861)
- Megalocottus Gill, 1861
- Porocottus Gill, 1859

#### Sügéralakúak

##### Acanthuroidei
- Ctenochaetus T. N. Gill, 1884
- Colocopus Gill, 1884 - palettás doktorhal
- Parephippus Gill, 1861 - Chaetodipterus

##### Blennioidei
- Chaenopsidae Gill, 1865

##### Gébalkatúak
- Coryphopterus T. N. Gill, 1863
- Coryphopterus glaucofraenum T. N. Gill, 1863
- Crystallogobius Gill, 1863
- Deltentosteus Gill, 1863
- Glossogobius Gill, 1859
- Lophogobius Gill, 1862
- Ophiogobius Gill, 1863
- Pomatoschistus Gill, 1863
- Calleleotris Gill, 1863: 270 - Valenciennea
- Acanthogobius Gill, 1859
- Chaenogobius Gill, 1859
- Chaenogobius annularis Gill, 1859
- Ctenogobius Gill, 1858
- Ctenogobius fasciatus Gill, 1858
- Evorthodus Gill, 1859
- Gymnogobius Gill, 1863
- Luciogobius Gill, 1859
- Luciogobius guttatus Gill, 1859
- Pterogobius Gill, 1863
- Rhinogobius Gill, 1859
- Rhinogobius similis Gill, 1859
- Synechogobius Gill, 1863
- Tridentiger Gill, 1859
- Triaenophorichthys Gill, 1859:195
- Triaenophorus Gill, 1859:17 - Tridentiger
- Tridentiger trigonocephalus (Gill, 1859)
- Euchoristopus Gill, 1863 - Periophthalmus
- Boleops T. N. Gill, 1863 - Scartelaos
- Sicydiinae Gill, 1860
- Lentipes concolor (Gill, 1860)
- Sicyopterus Gill, 1860
- Sicyopterus stimpsoni (Gill, 1860)
- Sicyopus Gill, 1863

##### Labroidei
- kék akara (Andinoacara pulcher) (Gill, 1858)
- Chromis atrilobata Gill, 1862

##### Sügéralkatúak
- Paratractus Gill, 1862 - Caranx
- Caranx panamensis Gill, 1863 - Gnathanodon speciosus
- Oligoplites Gill, 1863
- csendes-óceáni bárdmakréla (Selene brevoortii) (Gill, 1863)
- Argyriosus brevoortii Gill, 1863
- Vomer brevoortii (Gill, 1863) - csendes-óceáni bárdmakréla
- afrikai bárdmakréla (Selene dorsalis) (Gill, 1863)
- Vomer dorsalis Gill, 1863 - afrikai bárdmakréla
- Trachinotus rhodopus Gill, 1863
- Archoplites Gill, 1861
- Enneacanthus Gill, 1864
- Acantharchus Gill, 1864
- Phtheirichthys Gill, 1862
- Remora Gill, 1862
- Haemulidae Gill, 1885
- Anisotremus Gill, 1861
- Brachydeuterus Gill, 1862
- Genyatremus Gill, 1862
- Microlepidotus Gill, 1862
- Xenichthys Gill, 1863 - Haemulidae
- Dicentrarchus Gill, 1860
- Morone interrupta Gill, 1860 - Morone mississippiensis
- Lonchopisthus Gill, 1862 - Opistognathidae
- Gnathypops Gill, 1862 - Opistognathus
- Pomacanthus zonipectus (Gill, 1862) - Pomacanthidae
- Pomatomidae Gill, 1862
- Acanthistius (Gill, 1862) - fűrészfogú sügérfélék
- Dermatolepis Gill, 1861
- Epinephelus analogus Gill, 1863
- Gonioplectrus Gill, 1862
- Mycteroperca Gill, 1862
- Mentiperca Gill, 1862: 236 - Serranus - fűrészfogú sügérfélék
- Centracanthidae T. N. Gill, 1893 - tengeri durbincsfélék
- Archosargus Gill, 1865
- Stenotomus Gill, 1865 - tengeri durbincsfélék

#### Kalászhalalakúak
- Melanotaeniidae Gill, 1894
- Melanotaenia Gill, 1862
- Rhombatractus Gill, 1894 - Melanotaenia

#### Lepényhalalakúak
- Pleuronectes putnami (Gill, 1864)

#### Gömbhalalakúak
- Masturus Gill, 1884

#### Nyálkásfejűek
- Caulolepis longidens (Gill, 1883) - mélytengeri agyaras hal

## Ízeltlábúak
- Scyllarides Gill, 1898 - ráknem